# Obrium dominicum
Obrium dominicum es una especie de escarabajo longicornio del género Obrium, categorizada en la tribu Obriini, de la subfamilia Cerambycinae. Fue descrita por Linsley en 1957.

## Descripción
Mide 3,5-6 mm de longitud.

## Distribución
Se distribuye por México y Estados Unidos.